# Syzygium recurvovenosum
Syzygium recurvovenosum là một loài thực vật có hoa trong Họ Đào kim nương. Loài này được (Lauterb.) Diels miêu tả khoa học đầu tiên năm 1922.